# A festa de São Jorgen
A Festa de São Jorgen (em russo:  Праздник святого Йоргена, Prazdnik sviatogo Yorgena) é uma comédia soviética dirigida por Yakov Protazanov, baseada no romance de Harald Bergstedt "A fábrica dos santos". O filme foi produzido em preto e branco no Mezhrabpomfilm. A primeira triagem ocorreu em 25 de agosto de 1930. As legendas da versão silenciosa foram escritas pela famosa dupla de Ilf e Petrov antes das sequências de conversação serem adicionadas em 1935.

## Sinopse
O filme é uma sátira anticatólica. Em um país anônimo, o bispo (vigário) da catedral local de São Jorgen escolhe a cada ano "a esposa espiritual do santo", o que implica um grande arrecadador de fundos para presentes para ela (que é mais ninguém além de sua sobrinha Oleandra). Enquanto isso, dois criminosos, Mikaël Corquis e Frantz Schultz, escapam da prisão e Oleandra acidentalmente os ajuda a escapar da polícia. Corquis se esconde na catedral e Schultz o tranca. Por sua parte, Schultz se disfarça de inválido com duas muletas. Na manhã seguinte, a catedral está cercada por milhares de fiéis que chegaram para a celebração. Corquis veste o manto do santo e alcança a multidão, para grande surpresa do bispo. A multidão exige um milagre; Corquis percebe Schultz de muletas, ordena que ele as jogue e comece a andar. Schultz é "curado" e a multidão atônita o cerca, enquanto o bispo tem uma "conversa séria" com Corquis. Este último concorda em parar de fazer milagres e deixar a cidade com Oleandra, que na verdade é apaixonada por ele, e o dinheiro arrecadado para ela. No final, o bispo revela um ícone do recém-glorificado Saint Frantz (Schultz) jogando suas muletas.

## Ficha técnica
- Título: A festa de São Jorgen
- Diretor de cinema: Yakov Protazanov
- Diretor Assistente: Porfiri Podobed
- Cenário: Yakov Protazanov, Vladimir Schweitzer, Sigismund Krzyzanowski
- Legendas: Ilf e Petrov
- Operador de câmara: Piotr Yermolov
- Música: Sergeï Bogouslavski
- Som: David Blok, Sergei Yurtsev, N. Ozornoi
- Decoração: Anatoly Arapov, Vladimir Balluzek, Sergei Kozlovski
- Montagem: Yakov Protazanov
- Produção: Mezhrabpomfilm
- País de origem: URSS
- Formato: preto e branco
- Duração: 83 minutos
- Data de publicação: 1930

## Distribuição

### Atores principais
- Igor Ilinski: Frantz Schultz
- Anatoli Ktorov: Mikael Corquis
- Maria strelkova: Oleandra, sobrinha do vigário
- Mikhail Klimov: o vigário
- Vladimir Uralski: a guia

### Atores secundários
- Georgui Agnivtsev: um policial
- Igor Arkadin: o tesoureiro da igreja
- Aleksandr Geirot: Guten
- Nikolai Gladkov: um policial
- Anatoli Goryunov: um monge
- Vladimir Mikhaylov: um monge
- Stanislav Novak: operador de câmera
- Scherbakov: o guardião da igreja
- Feofan Shipulinsky:
- Tretyakov: o confessor
- Sergei Tsenin: o científico
- Nina Vasilyeva:
- Aleksandr Vishnevsky:
- Nina Volkova: a atriz que interpreta o anjo voador